# Товариство колишніх політкаторжан (1921-1935)
Всесоюзне товариство політкаторжан і засланців (рос. Всесоюзное общество политкаторжан и ссыльно-поселенцев) — громадська організація в РСФРР та СРСР, що діяла у 1921—1935 роках.
Дата заснування товариства — 14 березня 1920 року .

## Історія товариства
Товариство було організоване з ініціативи революційних діячів, репресованих у часи Російської імперії: народовольців, соціалістів-революціонерів, соціал-демократів і більшовиків. Внаслідок репресій більшовицької влади проти частини ініціаторів створення Товариства, до їх числа в історичній літературі радянських часів відносили лише представників радянської (більшовицької) влади — Ф. Е. Дзержинського, Я. Е. Рудзутака, Е. М. Ярославського та ін. Засідання засновників  Товариства відбулося у Москві під головуванням Анастасії Біценко.
Від заснування мало назву Товариство колишніх каторжан і засланих поселенців (рос. Общество бывших каторжан и ссыльно-поселенцев), від 1924 року — Всесоюзне товариство політкаторжан і засланих поселенців  .
1921 року товариство налічувало 200 членів, в 1931 — 2759. В числі їх були відомі учасники революційного руху: М.О.Скрипник, А. О. Біценко, В. М. Фігнер, Л. Г. Дейч, М. С. Тютчев, Ф. Я. Кон, М. Ф. Фроленко, Г. В. Якимова-Диковська,  І. А. Теодорович та ін. Товариство очолювала Рада. З 1924 року перетворено у всесоюзну організацію; в 1928 воно мало понад 50 філій. Члени його виступали з доповідями і лекціями перед робітниками, учнями, червоноармійцями. У 1924, 1925, 1928, 1931 роках відбулися всесоюзні з'їзди товариства.
У 1926 році товариством заснований музей з бібліотекою і архівом. Спільно з Товариством старих більшовиків Товариство колишніх політкаторжан і засланців стало ініціатором створення МОПРа (1922).
Колишні політкаторжане відпочивали в садибі Михайлівське, яка до революції належала графу С. Д. Шереметьєву.
Припинило існування в 1935 році. Багато членів товариства були репресовані.

## Товариство в УРСР
В УРСР діяла Всеукраїнська рада Всесоюзного товариства політкаторжан і засланців, м. Харків, створена у 1921р. у Харкові. Рада очолювала відділення товариства, які існували в Україні - у Києві, Харкові, Одесі та Дніпропетровську. Товариство проводило реєстрацію та облік колишніх політкаторжан і засланців, надавало їм матеріальну допомогу, організовувало лекції та доповіді, займалося збиранням, збереженням, вивченням матеріалів революційного руху. Всеукраїнська рада видала «Популярну історико-революційну бібліотеку в нарисах, спогадах, біографіях», журнал «Шляхи революції» (1925-1927).
За постановою Політбюро ЦК КП(б)У від 02 червня 1935 р., згідно з якою склад товариства з вважався «засміченим контрреволюційними елементами, що підпали під репресії». Всеукраїнській раді заборонялося вести самостійну видавничу роботу. Видавництво підлягало ліквідації. Заборонялося також організовувати доповіді, лекції, провадити будь-яку масово-політичну роботу без санкції ЦК КП(б)У в кожному окремому випадку. Відділу культури пропаганди ЦК КП(б)У доручалося перевірити літературу, що була видана товариством, і перебудувати роботу музеїв товариства. 
13 липня 1935 р. Політбюро ЦК КП(б)У ухвалило рішення про ліквідацію справ Всеукраїнської ради Всесоюзного товариства політкаторжан і засланців.

## Архівний спадок
У ЦДАВО на зберіганні є фонд № 808 Всеукраїнська рада товариства політкаторжан, м. Харків.
У ЦДАГО на зберіганні є фонд № 23 Всеукраїнська рада Всесоюзного товариства політкаторжан і зсильнопоселенців, м. Харків.
У ДАРФ на зберіганні є фонд № 533 Всесоюзне товариства політкаторжан і засланців.